# Biard
Pour les articles homonymes, voir Biard (homonymie).
Biard est une commune du Centre-Ouest de la France, située dans la banlieue ouest de Poitiers, dans le département de la Vienne en région Nouvelle-Aquitaine.

## Géographie

### Localisation
La commune est proche de Poitiers, au sein de la Communauté Urbaine de Grand Poitiers.

### Communes limitrophes
|                     |       |          |
| Vouneuil-sous-Biard | Biard | Poitiers |
|                     |       |          |

### Géologie et relief
La région de Biard présente un paysage de plaines de champs ouverts et de vallées. Le terroir se compose :
- de constructions pour l'agglomération et l'aéroport de Poitiers-Biard pour 37 % ;
- de groies moyennement profondes (pour 16 %) dans les plaines (les groies sont des terres du Sud-Ouest de la France, argilo-calcaires, peu profondes - en général de moins de 50 cm d’épaisseur – et plus ou moins riches en cailloux ; elles sont fertiles et saines et donc, propices à la polyculture céréalière) ;
- de calcaires (pour 4 %) dans les vallées et les terrasses alluviales ;
- d'argile à silex peu profonde (pour 43 %) sur les plateaux du Seuil du Poitou.

### Hydrographie
La commune est traversée par la Boivre sur 4 km.

### Climat
Le climat qui caractérise la commune est qualifié, en 2010, de « climat océanique altéré », selon la typologie des climats de la France qui compte alors huit grands types de climats en métropole. En 2020, la commune ressort du même type de climat dans la classification établie par Météo-France, qui ne compte désormais, en première approche, que cinq grands types de climats en métropole. Il s’agit d’une zone de transition entre le climat océanique, le climat de montagne et le climat semi-continental. Les écarts de température entre hiver et été augmentent avec l'éloignement de la mer. La pluviométrie est plus faible qu'en bord de mer, sauf aux abords des reliefs.
Les paramètres climatiques qui ont permis d’établir la typologie de 2010 comportent six variables pour les températures et huit pour les précipitations, dont les valeurs correspondent à la normale 1971-2000. Les sept principales variables caractérisant la commune sont présentées dans l'encadré ci-après.
| Paramètres climatiques communaux sur la période 1971-2000 - Moyenne annuelle de température : 11,8 °C - Nombre de jours avec une température inférieure à −5 °C : 2,4 j - Nombre de jours avec une température supérieure à 30 °C : 6,2 j - Amplitude thermique annuelle : 15,3 °C - Cumuls annuels de précipitation : 719 mm - Nombre de jours de précipitation en janvier : 11,2 j - Nombre de jours de précipitation en juillet : 6,8 j |

Avec le changement climatique, ces variables ont évolué. Une étude réalisée en 2014 par la Direction générale de l'Énergie et du Climat complétée par des études régionales prévoit en effet que la  température moyenne devrait croître et la pluviométrie moyenne baisser, avec toutefois de fortes variations régionales. La station météorologique de Météo-France installée sur la commune et mise en service en 1921 permet de connaître en continu l'évolution des indicateurs météorologiques. Le tableau détaillé pour la période 1981-2010 est présenté ci-après.
La température moyenne annuelle évolue de 11,5 °C pour la période 1971-2000 à 11,7 °C pour 1981-2010, puis à 12,2 °C pour 1991-2020. 
| Mois                                  | jan.           | fév.           | mars           | avril         | mai             | juin          | jui.          | août          | sep.          | oct.            | nov.          | déc.           | année      |
| ------------------------------------- | -------------- | -------------- | -------------- | ------------- | --------------- | ------------- | ------------- | ------------- | ------------- | --------------- | ------------- | -------------- | ---------- |
| Température minimale moyenne (°C)     | 1,5            | 1,3            | 3,1            | 4,9           | 8,6             | 11,5          | 13,4          | 13,1          | 10,4          | 8,2             | 4             | 2              | 6,9        |
| Température moyenne (°C)              | 4,7            | 5,3            | 8              | 10,2          | 14              | 17,3          | 19,6          | 19,4          | 16,3          | 12,8            | 7,8           | 5,1            | 11,7       |
| Température maximale moyenne (°C)     | 7,8            | 9,3            | 12,9           | 15,5          | 19,5            | 23,2          | 25,8          | 25,7          | 22,2          | 17,4            | 11,5          | 8,2            | 16,6       |
| Record de froid (°C) date du record   | −17,9 16.01.85 | −17,3 14.02.29 | −13,1 01.03.05 | −5,6 04.04.96 | −2,7 01.05.45   | 0,8 05.06.35  | 1,5 09.07.35  | 0,8 15.08.35  | 0,8 25.09.02  | −6,5 30.10.97   | −10 24.11.98  | −16,5 31.12.85 | −17,9 1985 |
| Record de chaleur (°C) date du record | 17,7 15.01.75  | 23,4 27.02.19  | 25,1 25.03.55  | 29,3 30.04.05 | 33,6 24.05.1922 | 38,3 29.06.19 | 40,8 27.07.47 | 39,6 06.08.03 | 35,4 14.09.20 | 30,9 04.10.1921 | 22,9 08.11.15 | 19 07.12.00    | 40,8 1947  |
| Ensoleillement (h)                    | 69,7           | 96,1           | 153,8          | 174,6         | 206,5           | 232,9         | 242,7         | 241,8         | 194,2         | 128,8           | 82,6          | 65,2           | 1 888,8    |
| Précipitations (mm)                   | 61,8           | 46,2           | 47,4           | 56,1          | 62,6            | 51,5          | 50,5          | 41,2          | 51,1          | 75,6            | 72,8          | 68,8           | 685,6      |

### Voies de communication et transports

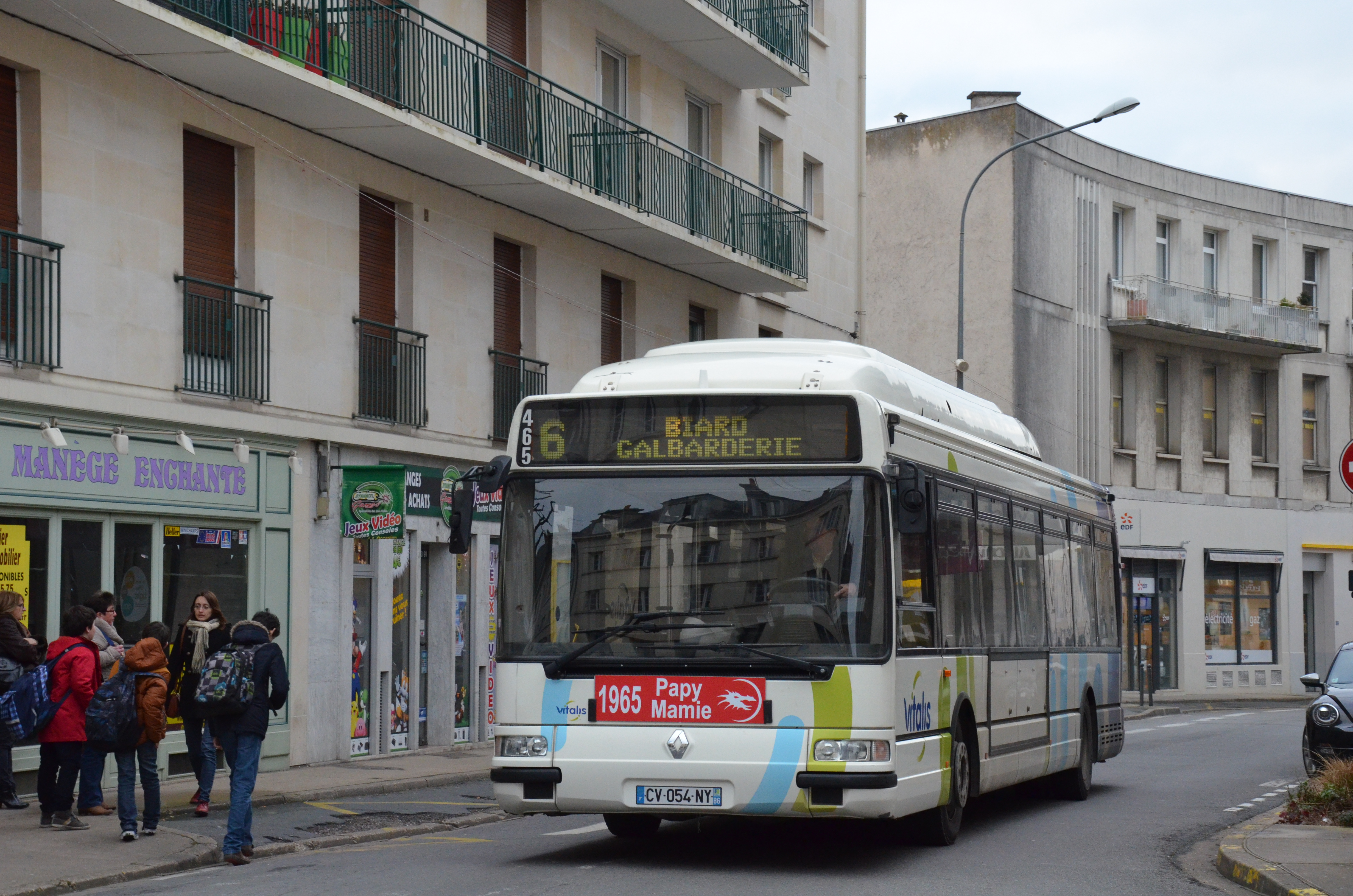
La commune est desservie par le réseau Vitalis.

La commune est desservie par la ligne 12 du réseau de transports en commun Vitalis.
Les gares et les haltes ferroviaires proches de Biard sont :
- la gare de Poitiers à 2,2 km ;
- la halte de Ligugé à 6,7 km ;
- la halte de Chasseneuil-du-Poitou à 9,8 km ;
- la gare de Mignaloux - Nouaillé à 9,9 km ;
- la halte d'Iteuil à 10,4 km.

Les aéroports et les aérodromes proches de Biard sont :
- l'aéroport de Poitiers-Biard ;

## Urbanisme

### Typologie
Au 1er janvier 2024, Biard est catégorisée ceinture urbaine, selon la nouvelle grille communale de densité à sept niveaux définie par l'Insee en 2022.
Elle appartient à l'unité urbaine de Poitiers, une agglomération intra-départementale regroupant huit  communes, dont elle est une commune de la banlieue,,. Par ailleurs la commune fait partie de l'aire d'attraction de Poitiers, dont elle est une commune de la couronne,. Cette aire, qui regroupe 97 communes, est catégorisée dans les aires de 200 000 à moins de 700 000 habitants,.

### Occupation des sols
L'occupation des sols de la commune, telle qu'elle ressort de la base de données européenne d’occupation biophysique des sols Corine Land Cover (CLC), est marquée par l'importance des territoires artificialisés (40,5 % en 2018), en augmentation par rapport à 1990 (34,6 %). La répartition détaillée en 2018 est la suivante : 
zones industrielles ou commerciales et réseaux de communication (29,7 %), terres arables (23,1 %), zones agricoles hétérogènes (16,6 %), milieux à végétation arbustive et/ou herbacée (11,6 %), zones urbanisées (10,8 %), forêts (8,2 %). L'évolution de l’occupation des sols de la commune et de ses infrastructures peut être observée sur les différentes représentations cartographiques du territoire : la carte de Cassini (XVIIIe siècle), la carte d'état-major (1820-1866) et les cartes ou photos aériennes de l'IGN pour la période actuelle (1950 à aujourd'hui).

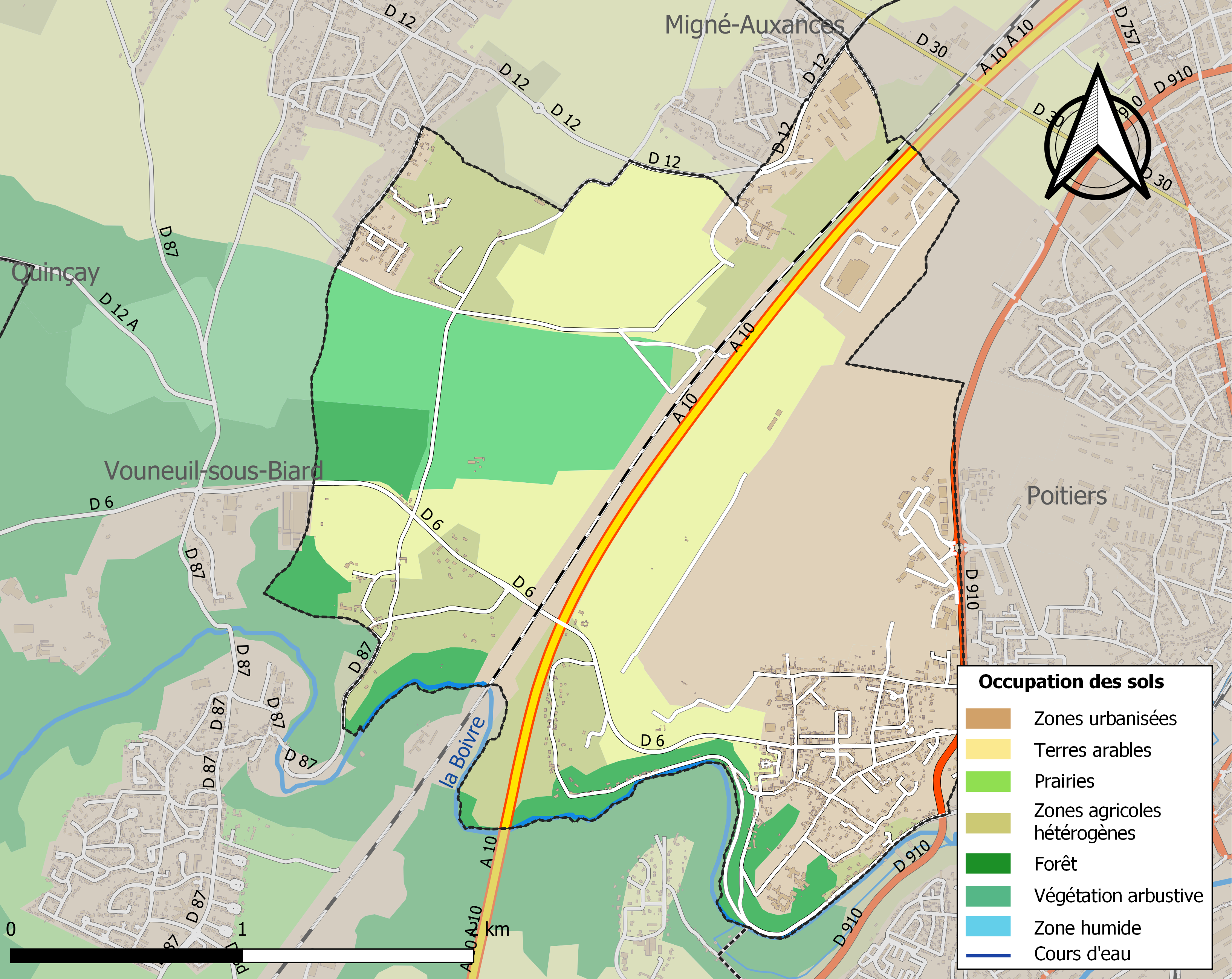
Carte des infrastructures et de l'occupation des sols de la commune en 2018 (CLC).

### Risques majeurs
Le territoire de la commune de Biard est vulnérable à différents aléas naturels : météorologiques (tempête, orage, neige, grand froid, canicule ou sécheresse), inondations, feux de forêts, mouvements de terrains et séisme (sismicité modérée). Il est également exposé à un risque technologique,  le transport de matières dangereuses. Un site publié par le BRGM permet d'évaluer simplement et rapidement les risques d'un bien localisé soit par son adresse soit par le numéro de sa parcelle.

#### Risques naturels
Certaines parties du territoire communal sont susceptibles d’être affectées par le risque d’inondation par débordement de cours d'eau, notamment la Boivre. La commune a été reconnue en état de catastrophe naturelle au titre des dommages causés par les inondations et coulées de boue survenues en 1982, 1983, 1993, 1995, 1999 et 2010,.
Biard est exposée au risque de feu de forêt. En 2014, le deuxième plan départemental de protection des forêts contre les incendies (PDPFCI) a été adopté pour la période 2015-2024. Les obligations légales de débroussaillement dans le département sont définies dans un arrêté préfectoral du 29 mai 2015,, celles relatives à l'emploi du feu et au brûlage des déchets verts le sont dans un arrêté permanent du 24 mai 2015,.

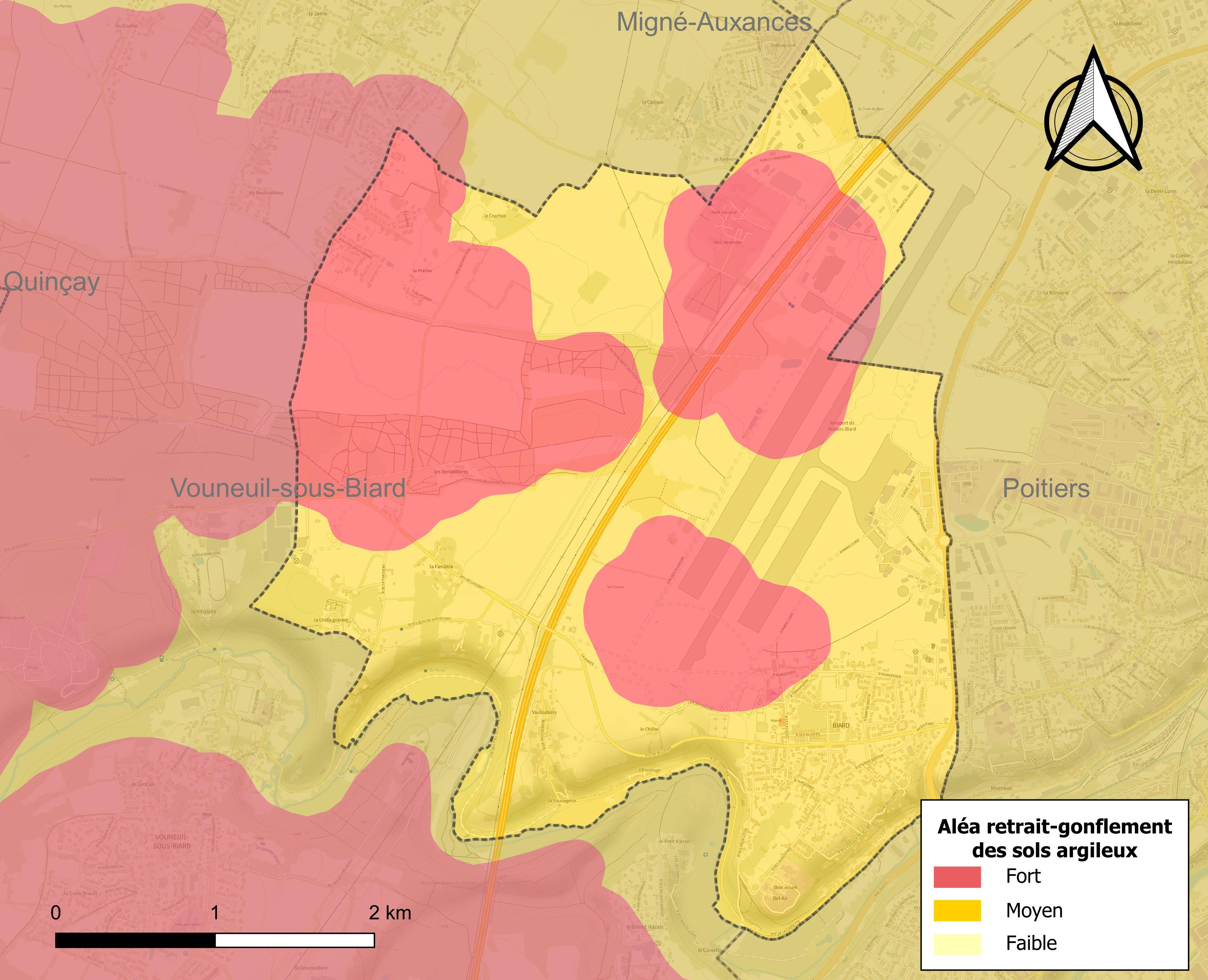
Carte des zones d'aléa retrait-gonflement des sols argileux de Biard.

Les mouvements de terrains susceptibles de se produire sur la commune sont des affaissements et effondrements liés aux cavités souterraines (hors mines) et des tassements différentiels. Afin de mieux appréhender le risque d’affaissement de terrain, un inventaire national permet de localiser les éventuelles cavités souterraines sur la commune. Le retrait-gonflement des sols argileux est susceptible d'engendrer des dommages importants aux bâtiments en cas d’alternance de périodes de sécheresse et de pluie. La totalité de la commune est en aléa moyen ou fort (79,5 % au niveau départemental et 48,5 % au niveau national). Depuis le 1er octobre 2020, en application de la loi ÉLAN, différentes contraintes s'imposent aux vendeurs, maîtres d'ouvrages ou constructeurs de biens situés dans une zone classée en aléa moyen ou fort,.
La commune a été reconnue en état de catastrophe naturelle au titre des dommages causés par la sécheresse en 1989, 2003, 2005, 2011 et 2017 et par des mouvements de terrain en 1999 et 2010.

## Histoire

### LeXXesiècle

#### La Seconde Guerre mondiale
Une école prémilitaire aérienne est créée à Biard en mars 1939, en prévision d’une guerre contre l’Allemagne nazie. Elle accueille notamment l’écrivain André Breton. Lors de la déroute de juin 1940, des autogires de type Cierva LO C.30 d’observation sont brièvement stationnés à l’aérodrome, avant d’être sabotés pour qu’ils ne soient pas utilisés par les Allemands.
128 résistants ont été fusillés sur la butte de Biard entre le 7 mars 1942 et le 4 juillet 1944.
En 1944, pour fêter la Libération et le retour de la République, un arbre de la liberté (un tilleul) est planté derrière le monument aux morts.

#### L'après-Seconde Guerre mondiale
Biard fait partie de la communauté d'agglomération de Poitiers depuis le 4 octobre 1965.

## Politique et administration

### Intercommunalité
Depuis 2015, Biard est dans le canton de Poitiers-1 (No 13) du département de la Vienne. Avant la réforme des départements, Biard était dans le canton no 36 de Poitiers 6 dans la 2e circonscription.
Biard est membre de l’association VALBOIVRE, qui regroupe 10 communes de riveraines de la rivière Boivre, a pour objectif la valorisation touristique de la vallée.

### Liste des maires
| Période                                  | Période   | Identité           | Étiquette | Qualité |
| ---------------------------------------- | --------- | ------------------ | --------- | ------- |
| Les données manquantes sont à compléter. |           |                    |           |         |
| 1977                                     | 1995      | Jean Boriaud       |           |         |
| 1995                                     | 2001      | Jean Giraudet      |           |         |
| 2001                                     | 2004      | Jean-Claude Allard |           |         |
| Mars 2004                                | Mars 2014 | Anthony Siraut     | SE        |         |
| mars 2014                                | En cours  | Gilles Morisseau   |           |         |

### Instances judiciaires et administratives
La commune relève du tribunal d'instance de Poitiers, du tribunal de grande instance de Poitiers, de la cour d'appel Poitiers, du tribunal pour enfants de Poitiers, du conseil de prud'hommes de Poitiers, du tribunal de commerce de Poitiers, du tribunal administratif de Poitiers et de la cour administrative d'appel de Bordeaux, du tribunal des pensions de Poitiers, du tribunal des affaires de la Sécurité sociale de la Vienne, de la cour d’assises de la Vienne.

### Politique environnementale

#### Traitement des déchets et économie circulaire
La commune est membre de la communauté urbaine de grand poitiers : compétences communautaires.

## Population et société

### Démographie
L'évolution du nombre d'habitants est connue à travers les recensements de la population effectués dans la commune depuis 1793. Pour les communes de moins de 10 000 habitants, une enquête de recensement portant sur toute la population est réalisée tous les cinq ans, les populations de référence des années intermédiaires étant quant à elles estimées par interpolation ou extrapolation. Pour la commune, le premier recensement exhaustif entrant dans le cadre du nouveau dispositif a été réalisé en 2006.

En 2022, la commune comptait 1 908 habitants, en évolution de +8,66 % par rapport à 2016 (Vienne : +0,6 %, France hors Mayotte : +2,11 %).
| 1793 | 1800 | 1806 | 1851 | 1856 | 1861 | 1866 | 1872 | 1876 |
| ---- | ---- | ---- | ---- | ---- | ---- | ---- | ---- | ---- |
| 196  | 139  | 167  | 615  | 670  | 701  | 689  | 629  | 648  |

| 1881 | 1886 | 1891  | 1896 | 1901 | 1906 | 1911 | 1921 | 1926 |
| ---- | ---- | ----- | ---- | ---- | ---- | ---- | ---- | ---- |
| 699  | 762  | 1 053 | 742  | 805  | 806  | 836  | 848  | 940  |

| 1931  | 1936 | 1946  | 1954  | 1962  | 1968  | 1975  | 1982  | 1990  |
| ----- | ---- | ----- | ----- | ----- | ----- | ----- | ----- | ----- |
| 1 003 | 997  | 1 224 | 1 287 | 1 209 | 1 121 | 1 173 | 1 244 | 1 264 |

| 1999  | 2006  | 2011  | 2016  | 2021  | 2022  | - | - | - |
| ----- | ----- | ----- | ----- | ----- | ----- | - | - | - |
| 1 501 | 1 549 | 1 680 | 1 756 | 1 884 | 1 908 | - | - | - |

En 2008, la densité de population de la commune était de 222 hab./km2, 61 hab./km2 pour le département, 68 hab./km2 pour la région Poitou-Charentes et 115 hab./km2 pour la France.
Les dernières statistiques démographiques pour la commune de Biard ont été fixées en 2009 et publiées en 2012. Il ressort que la mairie administre une population totale de 1 698 personnes. À cela il faut soustraire les résidences secondaires (60 personnes) pour constater que la population permanente sur le territoire de la commune est de 1638 habitants.
La commune appartient à la communauté d'agglomération de Poitiers qui connait un certain dynamisme démographique puisque sa population s’est accrue de 1,32 % par an en moyenne sur la période 1999- 2006 (Ce taux est de 0,7 % pour le département). Ceci illustre le constat démographique suivant : des zones rurales qui perdent de plus en plus d’habitants au profit d’une zone périurbaine autour de Poitiers et de Chatellerault. Cette vaste zone concentre 70 % de la population du département (soit environ 300 000 personnes) et 25 % des moins de 20 ans. En outre, en supposant le maintien des tendances démographiques depuis 1990, entre 2006 et 2020, la population de l’aire urbaine de Poitiers devrait s’accroître de +16,5 % et celle de Châtellerault de +5,0 %. La population de la commune devrait donc continuer à croitre.
Cependant, la population du Grand Poitiers n'a quasiment pas augmenté entre 2007 et 2012 (141 986 habitants en 2007 pour 142 751 habitants en 2012).
Le dynamisme démographique concerne surtout les communes limitrophes de la capitale poitevine. Ainsi, c’est le cas de Biard dont la population a augmenté d’une centaine d’habitants. Biard, bien que coincée par les infrastructures routières, ferroviaires et aéroportuaires, reste attractive grâce à sa proximité avec Poitiers.
La répartition par sexe est la suivante :
- en 1999: 45,7 % d'hommes et 54,3 % de femmes.
- en 2006: 47,3 % d'hommes et 52,7 % de femmes.
- en 2010: 49,8 % d'hommes pour 50,2 % de femmes.

Selon l'Insee, en 2006 :
- Le nombre de célibataires était de : 39 % dans la population ;
- Les couples mariés représentaient 48,8 % de la population ;
- Les divorcés étaient 5,8 % ;
- Le nombre de veuves et veufs était de 6,5 %.

Les naissances et décès de 1999 à 2008 à Biard sont les suivants (Insee):
- en 2008 : 17 naissances et 7 décès
- en 2007 : 17 naissances et 10 décès
- en 2006 : 17 naissances et 8 décès
- en 2005 : 15 naissances et 9 décès
- en 2004 : 16 naissances et 19 décès
- en 2003 : 20 naissances et 13 décès
- en 2002 : 15 naissances et 15 décès
- en 2001 : 19 naissances et 13 décès
- en 2000 : 16 naissances et 16 décès
- en 1999 : 19 naissances et 10 décès

La répartition de la population de Biard par âge était en 2007 la suivante:
- de 0 à 14 ans : 272 habitants (278 en 1999)
- de 15 à 29 ans : 318 habitants (290 en 1999)
- de 30 à 44 ans : 289 habitants (327 en 1999)
- de 45 à 59 ans : 355 habitants (274 en 1999)
- de 60 à 74 ans : 224 habitants (210 en 1999)
- de 75 ans ou plus : 126 habitants (123 en 1999)

### Enseignement
La commune de Biard dépend de l'Académie de Poitiers (Rectorat de Poitiers) et les écoles primaires de la commune dépendent de l'Inspection académique de la Vienne.
Les deux établissements scolaires ouverts sur la commune de Biard sont:
- L'école maternelle publique Jean Boriaud qui accueille 54 élèves,
- L'école primaire publique Jean Boriaud qui accueille une centaine d'élèves.

### Tennis
Après 37 ans d’existence, le TC Biard connu dans toute la région s’est associé avec son voisin, le TC Vouneuil-sous-Biard – qui lui existait depuis 39 ans – pour former un nouveau club le 12 juillet 2018 : le Tennis Club Val de Boivre soit en abréviation TCVdB.
Le TCVdB est implanté sur 4 sites fabuleux : CREPS, Biard, Saint Nicolas et Vouneuil sous Biard.
Découvrez notre Club de tennis chaleureux grâce : à un encadrement sportif de qualité, à nos cours enfants, ados et adultes, des stages et des animations !

## Économie

### Agriculture
Selon la direction régionale de l'Alimentation, de l'Agriculture et de la Forêt de Poitou-Charentes, il n'y a plus que deux exploitations agricoles en 2010 contre trois en 2000. Les surfaces agricoles utilisées ont diminué et sont passées de 102 hectares en 2000 à 82 hectares en 2010.

### Industries
Dassault Aviation.

### Commerce
En 2012, un seul commerce de proximité est encore ouvert. C'est une boulangerie.
En 2022 et depuis quelques années, la ville de Biard compte maintenant deux boulangeries, un bar-tabac. On trouve également trois restaurant sur l'ensemble de la commune ainsi que d'autres commerce.

### Activité et emploi
Le taux d'activité était de 69,5 % en 2006 et 66,5 % en 1999.
Le taux de chômage en 2006 était de 7,2 % et en 1999 il était de 7,4 %.
Les retraités et les pré-retraités représentaient 20,3 % de la population en 2006 et 17,2 % en 1999.

## Culture locale et patrimoine

### Lieux et monuments

#### Patrimoine naturel

##### Les grottes de Norée
Les grottes de la Norée ouvertes à nouveau au public depuis juillet 2004. Elles sont les seules grottes visitables du département. À travers les 150 m de galeries visitables sur les 630 m, on y voit d'amusantes concrétions, effets de cascades pétrifiées, voiles, draperies et stalagmites. La visite permet de découvrir diverses formes sculptées et une exposition sur l'histoire des grottes au fil du temps. La grotte est peuplées de chauves-souris en avril et en octobre.

##### La vallée de la Boivre
La vallée de la Boivre.La partie de la vallée classée comme zone naturelle d’intérêt écologique, faunistique et floristique (ZNIEFF) est située en périphérie ouest de Poitiers. La zone englobe le cours inférieur du cours d'eau la Boivre, un petit affluent de la rive gauche du Clain et couvre 3 % du territoire communal. Le nom de Boivre vient du vieux français "bièvre" qui signifie "castor". Les castors devaient donc, manifestement, être abondant dans la vallée pour avoir laissé en mémoire leur nom. Dans ce secteur, la Boivre décrit de profonds méandres. Ils sont bordés de versants pentus d'exposition très variable, encadrant un fond de vallée plat et large de 100 à 200 mètres.
Cette zone est couverte de chênes, de charmes, d'érables sur les pentes fortes exposées plutôt vers le nord. En fond de vallée, les espèces d'arbres les plus représentées sont les frênes et les aulnes.
Les sous-bois frais situés sur les pentes exposées au nord abritent des végétaux à la belle floraison au printemps : jacinthes des bois bleues, anémones blanches et lamiers jaunes ainsi que quelques espèces rares comme la Lathrée écailleuse qui est une curieuse plante dépourvue de chlorophylle et qui parasitent les racines de certains arbres, le Corydale à bulbe plein ou l'Isopyre faux-pigamon.
Les versants exposés au sud sont occupés essentiellement par les chênes pubescents et quelques chênes verts qui ont la propriété de ne pas perdent leur feuillage en hiver. À leurs pieds, s'est installée la Tulipe sauvage qui est une plante rare et qui est protégée sur l'ensemble du territoire français.
En fond de vallée, sur les rives, la Grande Douve qui est le plus grand des "boutons d'or" de la flore française, a trouvé un biotope favorable. La Grande Douve est protégée sur l'ensemble du territoire français tout comme une sorte de tulipe sauvage ne fleurissant que dans les prairies humides. Ces fleurs sont voisines de la fritillaire pintade.
La vallée abrite les oiseaux que l'on rencontre habituellement dans les milieux forestiers du département de la Vienne, à l’exception du bouvreuil, qui est une espèce peu commune et très dispersée dans le département.

### Patrimoine civil et religieux

#### L'église Saint-Marc
L'église Saint-Marc date du XIXe siècle. Un premier édifice pourrait avoir été construit au XVe siècle. Lors de la séparation des communes de Biard et de Vouneuil-sous-Biard en 1850, l'église est reconstruite et agrandie. L'architecte responsable des travaux fut Jean Dulin.

#### Le monument des Fusillés
Le monument des Fusillés 1939-1945. Édifié sur une butte en 1948 par le Conseil Général de la Vienne, il rappelle le souvenir de 128 résistants fusillés par les Allemands entre le 7 mars 1942 et le 4 octobre 1943.

#### L'aéroport de Poitiers-Biard
L'aéroport de Poitiers-Biard est un aéroport du département de la Vienne. Anciennement géré par la chambre de commerce et d'industrie de la Vienne, il est depuis le 1er janvier 2013 géré par Vinci Airports afin de développer de nouvelles lignes.
Cet aéroport est ouvert au trafic national et international commercial, régulier ou non, aux avions privés, aux IFR et aux VFR. De taille modeste, il voit passer un nombre croissant de passagers depuis 2001, malgré d’importants aléas (départ d’Air Lib, de Buzz, du fret postal, arrivée de Ryanair, Airlinair).
En termes de destination et de fréquentation, l'aéroport de Poitiers est le 2e de la région, derrière l'aéroport de La Rochelle - île de Ré (120 000 passagers pour le 1er contre 220 000 pour le second, en 2007).

### Personnalités liées à la commune
- Jean-Marie Robain (1913-2004), acteur français était né à Biard.